# Usellus
Usellus (sardinsky: Usèddus) je italská obec (comune) v provincii Oristano v regionu Sardinie. Nachází se ve výšce 289 metrů nad mořem a má 710 obyvatel. Rozloha obce je 35,07 km².